# Hjallerup Sogn
Hjallerup Sogn er et sogn i Brønderslev Provsti (Aalborg Stift).
I 1903 blev Hjallerup Kirke opført som filialkirke, og Hjallerup blev et kirkedistrikt i Dronninglund Sogn, som hørte til Dronninglund Herred i Hjørring Amt. I 1965 blev Hjallerup Kirkedistrikt udskilt fra Dronninglund Sogn som det selvstændige Hjallerup Sogn.
Hjallerup blev ikke en selvstændig sognekommune, men forblev en del af Dronninglund sognekommune. Den blev ved kommunalreformen i 1970 kernen i Dronninglund Kommune, som ved strukturreformen i 2007 indgik i Brønderslev Kommune.
I Hjallerup Sogn findes følgende autoriserede stednavne:
- Bjørnlund (bebyggelse)
- Bjørnlund Mark (bebyggelse)
- Brøndens Mark (bebyggelse)
- Dal (bebyggelse)
- Gammel Hjallerup (bebyggelse)
- Hjallerup (bebyggelse)
- Hjallerup Fælled (bebyggelse)
- Holtegårds Mark (bebyggelse)
- Kærsgård Hede (bebyggelse)
- Kærsgårde (bebyggelse)
- Landvad (bebyggelse)
- Melvad (bebyggelse)
- Stagsted (bebyggelse)
- Stagsted Enge (bebyggelse)
- Stagsted Mark (bebyggelse)
- Sudergårde (bebyggelse)
- Tolstrup (bebyggelse)
- Torsholm (bebyggelse)
- Torup Vestermark (bebyggelse)